# عضل (الشعر)

تعديل مصدري - تعديل

عضل محلة تابعة لقرية حقر، التابعة لعزلة الا ملؤك بمديرية الشعر إحدى مديريات محافظة إب في الجمهورية اليمنية، بلغ تعداد سكانها 64 حسب تعداد اليمن لعام 2004.